# Vijfhonderden
Smousjassen of Vijfhonderden is een kaartspel dat ontwikkeld werd in de negentiende eeuw. Het is een vorm van klaverjassen voor twee personen en lijkt op bézigue. Het spel werd ook klaverjas of modernen genoemd. Smous was vroeger een pejoratieve benaming voor een Duitse jood, jas slaat op de boer die de hoogste kaart is bij de troef. 

## Spelregels

### Voorbereiding
Er wordt gespeeld met 32 kaarten (piketkaarten). De kaarten twee tot en met zes worden uit het pakje verwijderd. De volgorde is aas-heer-vrouw-boer-tien-negen-acht-zeven. Bij de troef is de volgorde anders, daar is het boer-negen-aas-heer-vrouw-tien-acht-zeven. De negen van de troef wordt ook wel de nel genoemd. Punten worden bijgehouden op het scorebord. Teken op een blad een grote drukletter S, dit is het scorebord. De drie lijnen staan in volgorde van boven naar beneden voor 100, 50 en 20 punten. Als je melt (roemt) of later de eindstand berekent schrijf je streepjes op deze lijn.
De gever deelt negen kaarten, drie tegelijk. De overgebleven kaarten vormen de stok en de bovenste kaart wordt omgedraaid en wordt aan één kant gelegd, dit is de troef. Het spel dat uit twee delen bestaat kan nu beginnen.

### Deel 1
Het eerste deel van het spel loopt zolang de stok niet op is. Iedereen heeft tijdens dit deel altijd negen kaarten. Indien een speler troefzeven  heeft bij het delen of deze raapt tijdens het spel, mag hij deze inwisselen voor de troef die er ligt. Tijdens dit spel wordt er enkel gespeeld met de kaarten die geen troef zijn. Het is niet verboden om een troef op te gooien maar het wordt doorgaans niet gedaan. De speler na de gever komt uit. Degene die de slag haalt raapt eerst en dan raapt de andere. Er moet niet bekend worden en doorgaans is het de bedoeling om de slechte kaarten van zeven tot negen kwijt te zijn voor het tweede deel van het spel begint. Een tien is veel meer punten waard dan boer, vrouw, heer maar omdat deze in rang wel hoger zijn kan je een tien enkel buitmaken als iemand niet kan bekennen of iemand een zeven, acht of negen uitkomt. Tijdens het spel kun je punten vergaren door te mellen, in Nederland ook wel roemen. Het je drie opeenvolgende kaarten van bijvoorbeeld ruitenkoning, -vrouw en -boer dan zeg je "mel, drie van ruitenheer". De andere speler moet eerst zeggen of dit goed is, hij kan namelijk ook mel hebben. In dat geval moet hij, omdat hij het niet als eerste zei, een hogere mel hebben, dus drie van een aas, drie van troefheer. Indien hij vier kaarten kan mellen dan gaat dit boven de mel van de speler die het eerst zei. Heb je bijvoorbeeld vier opeenvolgende kaarten van ruitenheer dan mel je eerst drie van ruitenvrouw, na de volgende slag drie van ruitenheer en de slag erna vier van ruitenheer, zo heb je 90 punten verdiend. Je mag twee verschillende rijtjes mellen, dus niet drie van ruitenvrouw en drie van ruitenheer in één slag. Je moet ook oplopend mellen, als je drie van ruitenheer hebt en je raapt dan nog de tien kun je niet nog drie van ruitenvrouw mellen, maar moet je vier van ruitenheer mellen. De mariage (heer en vrouw van troef) mag te allen tijde gemeld worden. Degene die de laatste slag verliest als de stok op is krijgt de zeven van troef, de andere moet wel de kaart laten zien die hij geraapt heeft. 
De laatste slag is erg belangrijk en wordt meestal tactisch gespeeld. Een van beide spelers kan in een aantal gevallen inschatten of de laatste kaart nog een troef is. Indien de speler weinig troef heeft en de andere speler heeft nog niet gemeld van die troef, dan is het doorgaans een troef die er ligt, ook als je de mariage niet hebt en de ander heeft dit niet gemeld, dan kun je ervan uitgaan dat de heer of de vrouw er nog ligt. Wil je de slag halen dan kom je best met een aas of een heer uit. Als je voor de zeven wil gaan leg je best een tien op. Dit zijn tien punten en een ideaal lokmiddel voor de tegenstander die dit vaak niet wil laten liggen, doet hij dit toch en gaat hij voor de zeven van de troef dan heb je ten minste toch tien punten gewonnen. 

### Deel 2
Als de stok op is worden de regels gewijzigd. De troeven komen nu ook in het spel. De boer is de hoogste, dan de nel en daarna de gewone volgorde. Aangezien je met twee speelt en er nog geen troeven uitgekomen zijn, weet je precies welke troef de ander heeft. Je moet nu bekennen en als je niet kunt bekennen ben je verplicht om te troeven. Indien een speler geen enkele van deze laatste negen slagen gehaald heeft krijgt de tegenstander er 100 punten bij. Dan worden de punten opgeteld.  De speler die de laatste slag heeft krijgt daar vijf punten voor. Bij elk spel zijn er 146 punten te verdelen. Punten worden telkens afgerond voor het scorebord. Degene die de laatste slag gehaald heeft is altijd de deler voor het volgende spel. Op voorhand spreek je af wanneer iemand gewonnen heeft. 
Het spel heet ook vijfhonderden, dus dit is een gangbare limiet, maar omdat je hier snel aan kan zitten is 1000 ook een gebruikelijk plafond. 

### Punten
| Kaart                   | Punten     |
| ----------------------- | ---------- |
| Troefboer               | 20 punten  |
| Nel (troefnegen)        | 14 punten  |
| Aas                     | 11 punten  |
| Heer                    | 3 punten   |
| Vrouw                   | 2 punten   |
| Boer                    | 1 punt     |
| Tien                    | 10 punten  |
| Carré van boeren        | 200 punten |
| Carré van azen          | 100 punten |
| Carré van heren         | 100 punten |
| Carré van vrouwen       | 100 punten |
| Carré van tienen        | 100 punten |
| 5 kaarten (en meer) mel | 100 punten |
| 4 kaarten mel           | 50 punten  |
| 3 kaarten mel           | 20 punten  |
| Mariage (stuk)          | 20 punten  |